# Imatidium buckleyi
Imatidium buckleyi es una especie de insecto coleóptero de la familia Chrysomelidae.
Fue descrita científicamente en 1929 por Spaeth.